# واکر (رنجر تگزاس)
واکر، رنجر تگزاس (به انگلیسی: Walker, Texas Ranger) یک سریال تلویزیونی ۲۰۲ قسمتی آمریکایی در ژانر جنایی و اکشن که توسط لسلی گریف و پل هگیس ساخته شده‌است. این سریال تلویزیونی از فیلم سینمایی گرگ تنها، مکوئید (۱۹۸۳) الهام گرفته شده‌است. در هر دو سری فیلم چاک نوریس در نقش اصلی ظاهر شده‌است. پخش سریال از بهار سال ۱۹۹۳ از سی‌بی‌اس آغاز و فصل اول آن شامل سه قسمت آزمایشی بود. هشت فصل کامل با پخش قسمتهای جدید از ۲۵ سپتامبر ۱۹۹۳، تا ۱۹ مه ۲۰۰۱، ادامه یافت. این سریال در بیشتر از ۱۰۰ کشور جهان پخش شده‌است.ریبوت این سریال بانام واکر(مجموعه تلویزیونی) با بازی جرد پادالکی از شبکه سی دبلیو درحال پخش است.

## بازیگران و شخصیت‌ها
| نام نقش         | نام بازیگر      | سمت نقش                    | فصل‌ها | فصل‌ها | فصل‌ها | فصل‌ها | فصل‌ها        | فصل‌ها        | فصل‌ها | فصل‌ها | فصل‌ها |
| نام نقش         | نام بازیگر      | سمت نقش                    | خلبان | ۱     | ۲     | ۳     | ۴            | ۵            | ۶     | ۷     | ۸     |
| --------------- | --------------- | -------------------------- | ----- | ----- | ----- | ----- | ------------ | ------------ | ----- | ----- | ----- |
| کوردل واکر      | چاک نوریس       | تگزاس رنجر {{سخ}}          | اصلی  | اصلی  | اصلی  | اصلی  | اصلی         | اصلی         | اصلی  | اصلی  | اصلی  |
| جیمز تریوت      | کلارنس گیلیارد  | تگزاس رنجر                 | اصلی  | اصلی  | اصلی  | اصلی  | اصلی         | اصلی         | اصلی  | اصلی  | اصلی  |
| الکساندرا کاهیل | شری جی. ویلسون  | دستیار دادستان منطقه       | اصلی  | اصلی  | اصلی  | اصلی  | اصلی         | اصلی         | اصلی  | اصلی  | اصلی  |
| سی دی پارکر     | گایلارد سارتاین | تگزاس رنجر سابق، صاحب نوار | اصلی  |       |       |       |              |              |       |       |       |
| سی دی پارکر     | نوبل ویلینگهام  | تگزاس رنجر سابق، صاحب نوار |       | اصلی  | اصلی  | اصلی  | اصلی         | اصلی         | اصلی  | اصلی  |       |
| آتش‌نشان ریموند  | فلوید وسترمن    | دایی واکر                  | اصلی  | اصلی  |       |       |              |              |       |       |       |
| آتش‌نشان ریموند  | Apesanahkwat    | دایی واکر                  |       |       | مهمان |       |              |              |       |       |       |
| ترنت مالوی      | جیمی ولچک       | مربی کاراته، کارآگاه خصوصی |       |       |       |       | در حال تکرار | در حال تکرار | اصلی  |       |       |
| کارلوس ساندولا  | مارکو سانچز     | کارآگاه پلیس               |       |       |       |       | در حال تکرار | در حال تکرار | اصلی  |       |       |
| فرانسیس گاج     | جادسون میل      | تگزاس رنجر                 |       |       |       |       |              |              |       | اصلی  | اصلی  |
| سیدنی کوک       | نیا پپلز        | تگزاس رنجر                 |       |       |       |       |              |              |       | اصلی  | اصلی  |